# Samsung Internet Browser
Samsung Internet Browser — разработанный компанией Samsung мобильный веб-браузер для смартфонов и планшетов, основанный на проекте Chromium с открытым исходным кодом. Предварительно установлен на устройствах Samsung Galaxy.
Большинство отличий кода от стандартной базы кода Chromium были введены для поддержки аппаратных средств, специфичных для Samsung, таких как Gear VR и биометрические датчики.

## История
В 2012 году Samsung Internet заменил стандартный Android-браузер на устройствах Samsung Galaxy. Примерно в начале 2013 года было принято решение основать браузер на Chromium, а первая версия на основе Chromium поставлялась с моделью S4 в том же году.
С 2015 года браузер доступен для загрузки из Google Play. Samsung оценил, что в 2016 году у него было около 400 миллионов активных пользователей. Согласно StatCounter, в декабря 2022 года доля рынка составляла около 5,06% (среди 69,37% для всех вариантов Chrome)
В ноябре 2023 года Samsung Internet был выпущен для Microsoft Windows через Microsoft Store, а затем по неизвестной причине был удален в январе 2024 года.

## Версии
| Версия     | Версия Chromium | Дата выпуска                    | Изменения |
| ---------- | --------------- | ------------------------------- | --- |
| Версия 4   | Chromium 44     | Начало 2016                     | Секретный режим, карточки контента, плавающее видео, функцию истории видео, Web Push, Service Worker, пользовательские вкладки и расширения блокировки содержимого. |
| Версия 5   | Chromium 51     | 16 декабря 2016                 | Web Payment и улучшенный помощник для видео. |
| Версия 5.4 | Chromium 51     | Beta Март 2017 Stable Май 2017. | Вкладка навигации с жестами, быстрым меню, расширенной навигационной страницей (только для Китая), пользовательским интерфейсом статуса блока содержимого (в меню). |
| Версия 6.2 | Chromium 56     | 30 октября 2017                 | Режим высокой контрастности и ночной режим. |
| Версия 6.4 | Chromium 56     | 19 февраля 2018                 | Менеджер загрузок и включенный Web Bluetooth по умолчанию. |
| Версия 7.2 | Chromium 59     | 7 июня 2018                     | WebGL2, Intersection Observer, Web Assembly и Protected Browsing.                                                                                                   |
| Версия 7.4 | Chromium 59     | 19 августа 2018                 | Аутентификация с помощью Intelligent Scan, настраиваемый режим чтения и улучшенную истории загрузки.                                                                |
| Версия 8.2 | Chromium 63     | 21 декабря 2018                 | Улучшенный диспетчер загрузок и режим чтения, исправление ошибок и стабилизацию, а также быструю синхронизацию через Smart Switch.                                  |

## Поддержка
Версия 6.2 Samsung Internet for Android поддерживает все телефоны на Android 5.0 и выше.
Ранее (5.0) Samsung Internet for Android поддерживался только на телефонах Samsung Galaxy и Google Nexus с Android 5.0 и выше.

## Особенности
- Расширения блокировки контента[26]
- Поддержка Gear VR и DeX[27]
- Поддержка KNOX
- Синхронизация открытых вкладок и закладок
- Режим чтения
- Сохранение страниц
- «Секретный режим» и биометрическая аутентификация[28]
- Безопасный автоматический вход на сайты
- Поддержка SPen
- Поддержка service workers и Push API
- Режим энергосбережения Ultra

## Внешние ссылки
- Samsung Internet Developer hub